# Imagine (skladba)
„Imagine“ je skladba od Johna Lennona, která byla vydaná na jeho stejnojmenném albu z roku 1971. Spoluproducentem tohoto alba byl Phil Spector.
Tato skladba patří mezi nejznámější, nejuznávanější skladby. V roce 2004 byla časopisem Rolling Stone zařazena na třetí místo seznamu 500 nejlepších písní všech dob. Bývalý prezident USA Jimmy Carter jednou řekl: „Spolu se svou manželkou jsme navštívili okolo 125 zemí celého světa. Krom jejich státních hymen jsme nejčastěji slyšeli hrát Lennonův song, skladbu 'Imagine'.“
V knize Lennon in America, kterou napsal Geoffrey Giuliano, komentuje Lennon toto své dílo „jako protináboženskou, protinacionalistickou, antikapitalistickou, proti všem konvencím protestující píseň, která je všeobecně akceptovaná jen proto, že všechny tyto protesty jsou zamaskovány do sladkého obalu“. K těmto slovům ještě John Lennon dodal, že je tento jeho song skoro až Komunistickým manifestem, přestože komunistou není.
Myšlenkou textu této Lennonovy písně je jeho touha po o mnoho mírumilovnějším světě. V roce 1963 John Lennon napsal v úvodu textu jeho skladby „I'll Get You“ slova: „Imagine I'm in love with you, it's easy cause I know“, která by mohla být jakousi verzí stylu a témata, kterou později použil v písni „Imagine“, ale jeho refrén by mohl být zčásti inspirovaný poetikou Yoko Ono, její reakcí na trpké zkušenosti v Japonsku během 2. světové války. Podle britských novin The Guardian jedny z prvních verzí veršů podobných refrénu můžeme nalézt v její knížce Grapefruit, z roku 1965, kde jsou řádky jako „imagine a raindrop“ a „imagine the clouds dripping“.
V interview pro časopis Playboy s Davidem Sheffem v roce 1980 John Lennon myšlenku skladby „Imagine“ popsal takto:
Sheff: Vaše nové album zakončujete slovy „Hard Times Are Over (For a While)“ („Těžké časy skončily (Na chvíli).“ Proč?
Lennon: Tato zpráva není ničím novým: „Give Peace a Chance“ („Dejme šanci míru“) - není to nic neracionální, jen jsem řekl, „dejme mu šanci“. Ve skladbě „Imagine“ říkám: „Dokážete si představit svět bez hranic, bez náboženství?“ Poselství je neustále to samé, pozitivní.

## Nutopia
Nutopia je koncept země, který vytvořila Yoko Ono s Johnem Lennonem na „Den bláznů“ (Apríl –1. dubna) 1973. Národ této země měl mít život podle představ, které jsou načrtnuté v písni „Imagine“.
V oficiální deklaraci země Nutopia je stanoveno, že:
Země nemá území, nepotřebuje pasy, jsou v ní jen lidi. Nutopia neuznáva zákony jiné než kosmické. Všichni obyvatelé jsou zároveň její velvyslanci. Občanství země Nutopia se dá získat uvědoměním její existence.
Státní vlajka Nutopie má jen jednu Barvu: bílou. Někteří kritici poukazovali na to, že tato barva poukazuje na kapitulaci, Lennon a Ono ale odporují tím, že toto přirovnání potvrzuje, že skrz kapitulaci a kompromis se dá dosáhnout mír. Skupina U2 si propůjčila státní zástavu Nutopie při některých politicky laděných skladbách na svém koncertním turné k jejich třetímu albu War.
Na státní pečeti Nutopie je vyobrazen tuleň. Státní hymnu této země můžeme najít na Lennonově albu Mind Games. Tato hymna se skládá z několika sekund ticha.
Na budovu bydliště Johna Lennona The Dakota, byla nainstalována plaketa s nápisem „NUTOPIAN EMBASSY“.
Je pravděpodobné, že inspirací k tématu představy země bez hranic, bez potřeby vybavování státního občanství, a problémy s tím spojenými byly i Lennonovy těžkosti s pobytem v USA. V roce 2006 byla producenty programu The U.S. Versus John Lennon od kanadské televizní společnosti Lions Gate Entertainment vytvořená internetová stránka Nutopia.

## České coververze
- Pod názvem „Představ si“ s textem Miroslava Černého ji v roce 1974 nazpíval Michal Prokop
- Pod názvem „Představy“ ji s vlastním textem v roce 1980 nazpívala Zdeňka Lorencová